# Campeonato de España de Atletismo en pista cubierta de 1965
El I Campeonato de España de Atletismo en pista cubierta, se disputó el día 27 de febrero de 1965 en las instalaciones deportivas de Palacio de los Deportes, Madrid, España.

## Resultados

### Masculino
| Evento              | Oro                      | Plata                       | Bronce                     |
| ------------------- | ------------------------ | --------------------------- | -------------------------- |
| 50 metros lisos     | Juan Carlos Jones 5.6    | Ramón Magariños 5.8         | Luis Felipe Areta 5.9      |
| 600 metros lisos    | Atilano Amigo 1:24.1     | Manuel Carlos Gayoso 1:25.5 | Manuel Gilarranz 1:26.0    |
| 1000 metros lisos   | Tomás Barris 2:31.5      | Jorge González A. 2:32.1    | Francisco Rodríguez 2:32.8 |
| 55 metros vallas    | Manuel Ufer 7.6          | José Luis Mata 7.8          | José Girbau 8.1            |
| Salto de altura     | Luís María Garriga 2.03  | Fernando Sánchez B. 1.80    | Sólo dos competidores.     |
| Salto con pértiga   | Ignacio Sola 4.50        | Miguel Consegal 4.50        | Miguel Illarramendi 4.20   |
| Lanzamiento de peso | Juan Ramón Sánchez 15.62 | Alfonso Vidal-Quadras 15.00 | Florencio Cerdá 13.74      |

### Femenino
| Evento              | Oro                         | Plata                        | Bronce                                                   |
| ------------------- | --------------------------- | ---------------------------- | -------------------------------------------------------- |
| 50 metros lisos     | Enma Albertos 6.6           | Albina Gallo 6.7             | Ana María Gubert 6.9                                     |
| 500 metros lisos    | María Aranzazu Vega 1:23.4  | Nela Souto 1:24.2            | María Teresa Castañeda 1:25.1                            |
| 50 metros vallas    | Natividad Astray 8.2        | María Teresa Montes 8.4      | Victoria Coy 9.0                                         |
| Salto de altura     | Mercedes Morales 1.46       | María Teresa Carrascosa 1.43 | Gisela Struchtemeier (Alemania) 1.30 (Fuera de concurso) |
| Lanzamiento de peso | María Concepción Laso 10.01 | Hortensia Bayarri 9.13       | María Teresa Baylina 8.47                                |